# Eike von Repgow

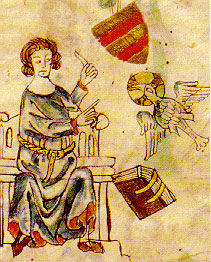
Eike von Repgow aus dem Oldenburger Sachsenspiegel

Eike von Repgow (auch von Repkow, von Repko, von Repchow, von Repgau oder von Repchau sowie auch Heiko; * wohl zwischen 1180 und 1190; † nach 1233) war der Verfasser des Sachsenspiegels und damit prägend für die deutsche Rechtsgeschichte.

## Leben
Eike von Repgow entstammte vermutlich einer schöffenbarfreien Familie mit Sitz und Stammgut in Reppichau. Sie gehörte zu den Vasallen der Erzbischöfe von Magdeburg. Die Ahnen der Familie waren Niedersachsen aus ostfälischem Stamm.
In seiner Jugend erhielt Eike von Repgow Unterricht durch einen Weltgeistlichen bzw. durch gelehrte Laien. Ob es sich dabei um Johannes Teutonicus Zemeke handelte, ist in der Literatur umstritten. Im „Sachsenspiegel“ erkennt man Kenntnisse der Grundregeln der Grammatik. Das lässt auf einen Aufenthalt in einer Domschule schließen. Vermutlich handelt es sich um die Halberstädter Domschule (oder Magdeburg).
Eike von Repgow blieb auf Grund seiner ländlichen Herkunft dem städtischen Leben fremd. Er reiste im Gefolge adliger Herren und lernte dadurch das höfische Leben kennen. Eine besondere Freundschaft verband ihn mit Graf Hoyer von Falkenstein, der zugleich Stiftsvogt von Quedlinburg und vermutlich Lehnsherr von Eike von Repgow war. Dieser hatte maßgeblichen Einfluss auf die Verbreitung des „Sachsenspiegels“. Insgesamt wurde Eike von Repgow zwischen 1209 und 1233 sechsmal urkundlich erwähnt:
- 1209 in Mettine (Gau Serimunt) als Begleiter von Markgraf Dietrich von Meißen,
- 1215 auf Burg Lippene (urkundlich: Lopene) bei Raguhn beim Fürsten Heinrich von Anhalt mit Graf Hoyer von Falkenstein,
- 1. Mai 1218 mit Markgraf Dietrich von Meißen in Grimma,
- 1219 mit Graf Hoyer von Falkenstein als Zeuge eines Privilegs des Grafen Heinrich von Anhalt für die Goslarer Stiftsherrn,
- 1224 mit Rittern von Landgraf Ludwig von Thüringen bei Delitzsch in der Grafschaft Eilenburg und
- 1233 in Salbke bei Magdeburg, Schenkungsurkunde der Markgrafen Johann und Otto von Brandenburg an das Kloster Berge.

Somit erhielt Eike von Repgow einen Einblick in die bäuerliche, ritterliche und geistliche Lebensweise, was sich auf den „Sachsenspiegel“ auswirkte. Zudem hatte er moderate Kenntnisse im kanonischen und römischen Recht. Seine umfassende Rechtskunde erhielt er als Teilnehmer an Beurkundungen, Verhandlungen und Gerichtstagen beim Grafen Hoyer von Falkenstein. Höchstwahrscheinlich war Eike von Repgow standesgemäß als Schöffe tätig. Nicht nachgewiesen ist, ob er auch einen festen Schöffenstuhl innehatte, da er in Urkunden mehrerer Landesherren auftaucht.
Nach 1233 verliert sich die Spur von Eike von Repgow. Sein Todesdatum wie seine Grablege sind unbekannt.

## Sachsenspiegel
Der Sachsenspiegel war das erste deutsche Rechtsbuch und auch eines der ersten deutschen Prosawerke. Es ist der Versuch, das Recht der Sachsen aufzuzeichnen, zu systematisieren und zu vereinheitlichen. Darin liegt auch die große Leistung Eike von Repgows, denn bis dahin war Land- und Lehnrecht nicht kodifiziert und von Region zu Region aus dem Gewohnheitsrecht heraus unterschiedlich. Entstanden ist das Werk zwischen 1220 und 1230. Zu schließen ist dies aus der Tatsache, dass der Landfrieden König Heinrichs VII. von 1221 erwähnt wird – vorausgesetzt, dass dies bereits im Primärwerk stand.
Es gibt keinen Beleg dafür, dass Eike von Repgow den Sachsenspiegel ursprünglich lateinisch verfasste. Auf Bitten des Grafen Hoyer von Falkenstein schrieb er ihn auf Niederdeutsch. Ein Primärwerk existiert nicht, sondern nur spätere Abschriften, denen im Zuge der Rechtsentwicklung Zusätze beigefügt wurden. Das Werk umfasst die Bereiche Landrecht und Lehnrecht. Unverkennbar sind in späteren Abschriften Einflüsse des römischen und des kanonischen Rechts, wogegen sich der Autor zuvor in seinen Reimvorreden konsequent wandte. Eike von Repgow vertritt im Sachsenspiegel die ursprüngliche Form der Zweischwerterlehre, das heißt der Trennung zwischen weltlichem und kirchlichem Recht, somit der Gewaltenteilung – eine Auffassung, die auch sein Zeitgenosse Walther von der Vogelweide vertrat – und schuf die lehnsmäßige Rangfolge in sieben Heerschilden.

## Sächsische Weltchronik
Lange Zeit galt Eike von Repgow auch als Verfasser der Sächsischen Weltchronik. Diese umfasst die Geschichte der Welt bis zum Jahr 1230. Sie hat eine nachweisbare Ähnlichkeit mit dem „Sachsenspiegel“, was zu derartigen Vermutungen über den Verfasser führte. Jedoch entstanden in den letzten Jahrzehnten in der Literatur erhebliche Zweifel (vgl. die Dissertation (1972) von Hubert Herkommer zur Überlieferungsgeschichte der Sächsischen Weltchronik). Gegenwärtig wird vermutet, dass die „Sächsische Weltchronik“ um 1260 entstanden ist und sich  auf den „Sachsenspiegel“ nur bezieht.

## Erinnerung

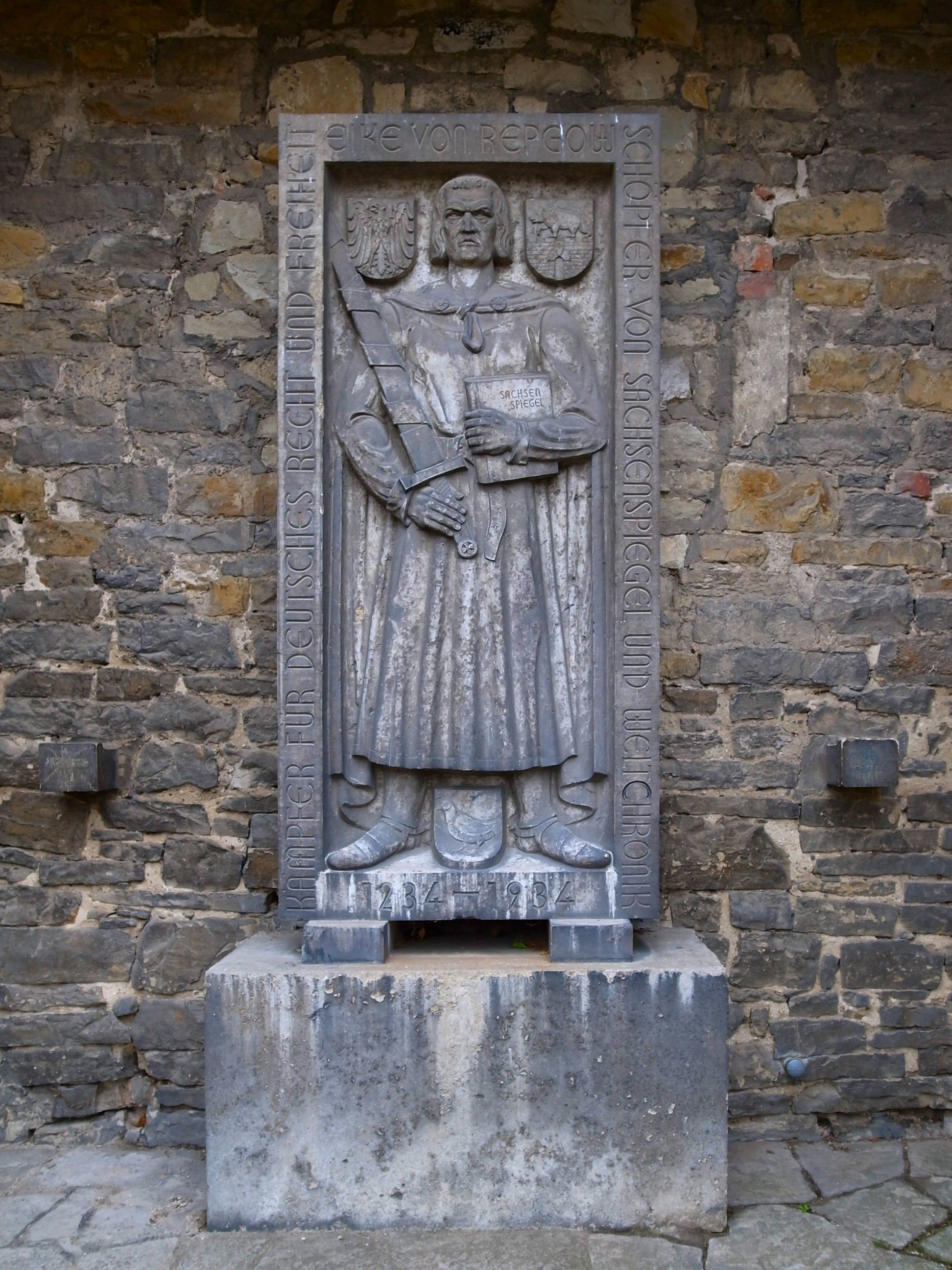
Gedenkstein in Reppichau

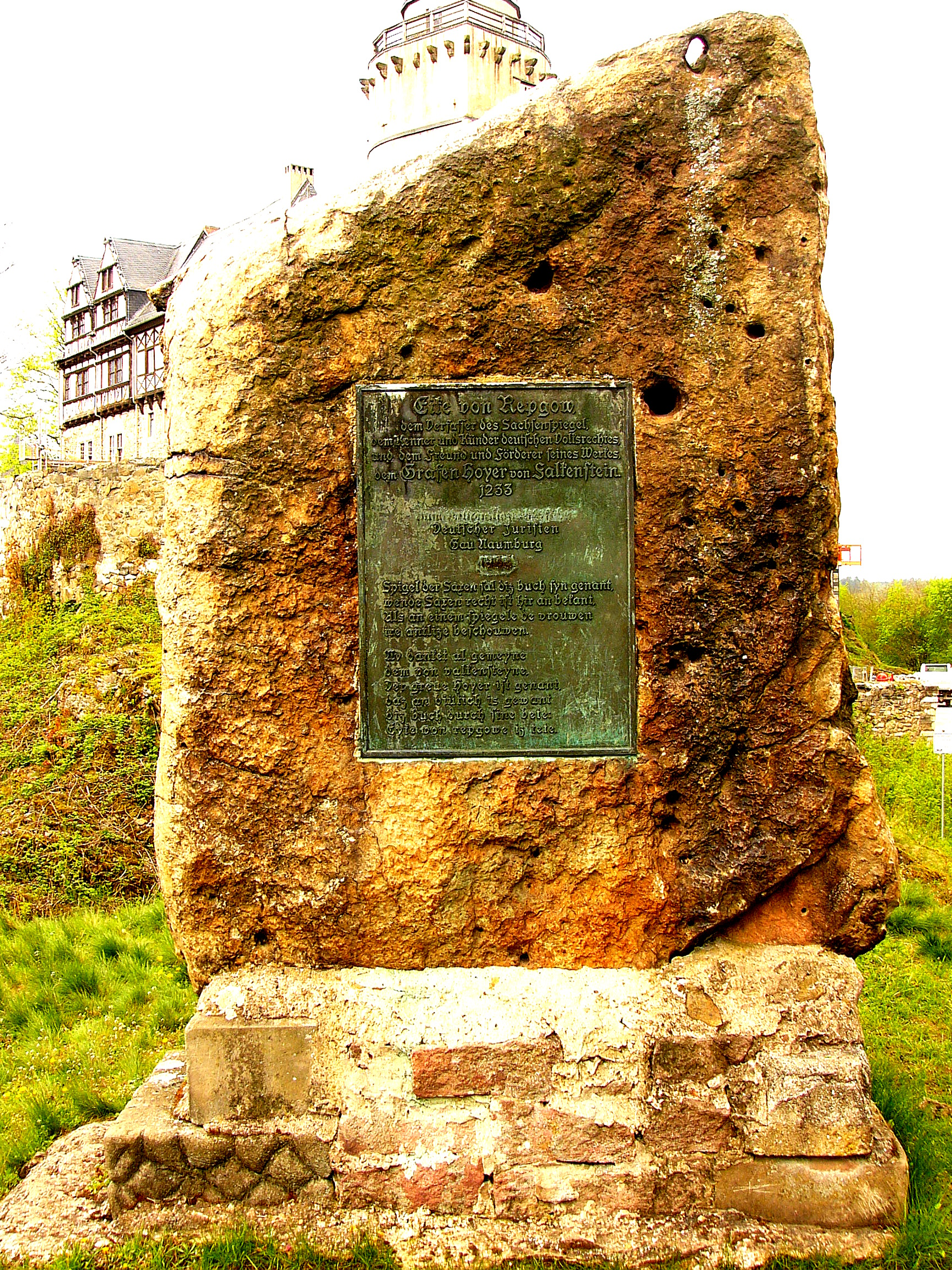
Gedenkstein an der Burg Falkenstein

Denkmäler in Magdeburg, Dessau, Reppichau, Halberstadt und auf Burg Falkenstein (Harz) erinnern an Eike von Repgow. In Berlin (Moabit) ist der Eyke-von-Repkow-Platz nach ihm benannt. Eine Marmorbüste des Gelehrten stand als Nebenfigur an der Seite des Brandenburger Markgrafen Albrecht II. in der Denkmalgruppe 4 des Bildhauers Johannes Boese in der ehemaligen Berliner Siegesallee („Puppenallee“). Sie befindet sich seit Mai 2009 in der Zitadelle Spandau.
Am Nordflügel des Reichsgerichtsgebäudes in Leipzig (heute Sitz des Bundesverwaltungsgerichts) steht eine Skulptur Eike von Repgows.
Reppichau, das sich auch als „Eike von Repgow-Dorf“ bezeichnet, hat Eike von Repgow eine Freilicht-Dauerausstellung gewidmet. Sie besteht aus Schautafeln sowie Wandmalereien und Schildern, die aus dem Sachsenspiegel zitieren.
Die Stadt Magdeburg und die Otto-von-Guericke-Universität Magdeburg verleihen im zweijährlichen Wechsel den Eike-von-Repgow-Preis und das Eike-von-Repgow-Stipendium an Persönlichkeiten, die sich wissenschaftlich mit der Geschichte und der Kultur Mitteldeutschlands und des Gebietes der mittleren Elbe, insbesondere mit der historischen Region Sachsen als Thema der Geschichte, der Rechtsgeschichte, der Germanistik oder der Sozialwissenschaften beschäftigt haben.
In Magdeburg ist das Gebäude des Justizzentrums (Amtsgericht, Arbeitsgericht, Sozialgericht, Verwaltungsgericht und Oberverwaltungsgericht für das Land Sachsen-Anhalt und Staatsanwaltschaft Magdeburg) nach Eike von Repkow benannt.
Die berufsbildende Schule 1 für Wirtschaft und Verwaltung in Magdeburg trägt ebenfalls seinen Namen.
Während der NS-Zeit bestand an der Martin-Luther-Universität Halle-Wittenberg eine Kameradschaft Eike von Repgow des NSD-Studentenbundes (vormalige Landsmannschaften Pomerania und Vitebergia).